# Thiratoscirtus capito
Thiratoscirtus capito es una especie de araña saltarina del género Thiratoscirtus, familia Salticidae. Fue descrita científicamente por Simon en 1903.
Habita en África Occidental y Guinea Ecuatorial (Bioko).